# كأس النرويج 1989
كأس النرويج 1989 (بالنرويجية: Norgesmesterskapet i fotball for menn 1989)‏ هو الموسم 84 من كأس النرويج. أشرف على تنظيمه اتحاد النرويج لكرة القدم، وفاز فيه نادي فيكينغ.